# Niejwo-Rudianka
Niejwo-Rudianka (ros. Нейво-Рудянка) – osiedle w Rosji, w obwodzie swierdłowskim, w okręgu miejskim Kirowgradu. W 2010 liczyło 2599 mieszkańców.